# Episodi di Hellbound (prima stagione)
La prima stagione della serie televisiva Hellbound, composta da sei episodi, è stata trasmessa in prima visione a livello globale il 19 novembre 2021 sulla piattaforma di streaming Netflix.
| nº | Titolo originale | Titolo italiano | Distribuzione (globale) |
| -- | ---------------- | --------------- | ----------------------- |
| 1  | Episode 1        | Episodio 1      | 19 novembre 2021        |
| 2  | Episode 2        | Episodio 2      | 19 novembre 2021        |
| 3  | Episode 3        | Episodio 3      | 19 novembre 2021        |
| 4  | Episode 4        | Episodio 4      | 19 novembre 2021        |
| 5  | Episode 5        | Episodio 5      | 19 novembre 2021        |
| 6  | Episode 6        | Episodio 6      | 19 novembre 2021        |

## Episodio 1
- Titolo originale: Episode 1
- Diretto da: Yeon Sang-ho

10 novembre 2022. Seoul viene sconvolta da uno spaventoso fenomeno soprannaturale. Un uomo terrorizzato dal telefono che segna l'1:20 di pomeriggio, viene brutalizzato e ucciso da tre strane creature. Tenta di fuggire, ma è inutile. Nella scena successiva, l'ispettore Jin Kyeong-hoon, protagonista dei primi tre episodi, si presenta a una riunione della polizia di Seoul dove si parla del massacro avvenuto al bar vicino alla stazione di Hapseong e, assieme a foto dell'autopsia e riprese dai testimoni, viene rivelata l'identità della vittima: il trentaseienne Joo Myeonghun. La notizia si è già sparsa a macchia d'olio. 
Durante la sera mentre raggiungono la scena del crimine, Kyeong-hoon e il collega Eunpyo discutono del gruppo religioso "Nuova Verità" e i suoi collegamenti alla Punta di Freccia, un gruppo di estremisti religiosi formato da adolescenti che picchiano con estrema violenza chiunque non sia a favore alla dottrina della Nuova Verità. Assieme a loro c'è anche Jeong Jin-soo, predicatore e leader di Nuova Verità che fa un discorso pubblico sul vivere in maniera retta e sulle attenuanti che accusa di essere prive di senso. Kyeong-hoon trova la figlia e ha paura che il predicatore sfrutti i minorenni, ma lei è li come volontaria. Mentre Jin-soo si dirige a un'intervista, i due detective lo seguono e scambiano due parole sulla storia del predicatore e sul gruppo religioso.
La prossima persona a ricevere la sentenza è la madre single di due bambini, Park Jeong-ja. Riceve la sentenza immediatamente dopo la sua festa di compleanno preparata dal figlio e la figlia. Morirà tra 5 giorni alle 3:00 del pomeriggio. In tutto questo, l'eccentrico leader della Punta di Freccia Lee Dong-wook, trasmette una diretta live su TeenTokTV dove annuncia che Dio ha mostrato per la prima volta la sua ira a Seoul e condanna chiunque mostri scetticismo o rigetti la dottrina della Nuova Verità. Ridicolizza l'apertura delle indagini e poi umilia lo scrittore Kim Gwangjin trasmettendo in live la sua aggressione. Lo scrittore è colpevole, secondo la Punta di Freccia, di aver spiegato con razionalità le ragioni dietro il crescente estremismo religioso. Traumatizzata dall'evento, Park Jeong-ja va a parlare con l'avvocata Min Hye-jin e le mostra il video dove viene condannata all'inferno. Alla chiusura dell'episodio, prende contatto anche con Jeong Jin-soo.

## Episodio 2
- Titolo originale: Episode 2
- Diretto da: Yeon Sang-ho

Una volta che si sa della condanna di Park Jeong-ja, la Nuova Verità vuole trasmettere in diretta la sua esecuzione. In cambio, le offrono 3 miliardi di won (circa 2 milioni e 200 mila euro) e chiede all'avvocata di incassare quei soldi perché non è sicura della fonte e poi di darli ai suoi figli. Il problema nell'accettare i soldi, sta nel fatto che esporrebbe l'identità della sua famiglia al pubblico, ma Joeng-ja preferisce correre il rischio. Min Hye-jin, tornata a casa, si confida con la madre, un'anziana signora malata di un cancro terminale che ha solo 5 mesi di vita rimanenti. Discutono del crescente estremismo religioso a causa della comparsa di queste creature misteriose.
Alla stazione di polizia, arriva il rapporto dall'autopsia e si scopre che il cadavere carbonizzato, pensando appartenesse alla vittima dell'aggressione, non è composto di materia organica, di qualcosa che non dovrebbe esistere in natura. Dopo aver ricevuto una chiamata dall'avvocata, Kyeong-hoon si incontra con Jeong Jin-soo e Min Hye-jin. La Nuova Verità e la polizia si recano a casa di Park Jeong-ja, dove il predicatore cerca di scoprire la motivazione perché lei sia stata condannata all'inferno e fa leva sui suoi divorzi. 
Nel frattempo, si scopre che la curiosità della figlia nei confronti di Jin-soo non è così innocua. Va da lui e gli spiega che si sente in colpa per la morte della madre, ma il predicatore la rassicura dicendo che il vero colpevole è l'assassino. In serata, i due, uccidono di nascosto l'assassino bruciandolo vivo. Il cadavere carbonizzato lo lasciano li senza nasconderlo, per farlo passare come una condanna da parte delle creature misteriose.
Sebbene la Nuova Verità accetta di non rivelare l'identità di Park Jeong-ja fino al compimento della dimostrazione, si scopre che Eunpyo è un impostore e fervente sostenitore della Punta di Freccia. Durante la seconda live di Dong-wook infatti, rompe la promessa e senza permesso, rivela in anticipo l'identità di Park Jeong-ja assieme a foto sue e dei figli. La madre è quindi costretta a mandare subito i suoi figli in Canada, dove ci sono dei contatti che si possono prendere carico di loro. Il viaggio in aeroporto è reso difficile dalle occhiate dei passanti che ora sanno della sua famiglia, ma i figli riescono a salire a bordo dell'aereo senza alcun problema. Arrivato il giorno della dimostrazione di Park Jeong-ja, la stazione di polizia dove lavora Kyeong-hoon, viene assalita e messa sottosopra da un gruppo della Punta di Freccia. L'appartamento della madre viene disassemblato per permettere alle persone di assistere alla dimostrazione. L'evento sta per cominciare, una grossa folla di persone è fuori dal suo appartamento per assistere alla scena. Con grande sorpresa, il collega di Min Hye-jin scopre che le principali emittenti televisive vogliono trasmettere la dimostrazione.

## Episodio 3
- Titolo originale: Episode 3
- Diretto da: Yeon Sang-ho

Allo scadere del timer, la dimostrazione si compie. Appaiono le creature misteriose e uccidono Park Jeong-ja. Quasi tutte le persone che assistono si inchinano, Eunpyo compreso, ma restano in piedi Min Hye-jin, il suo collega e il capo della polizia. Il terzo episodio è diviso tra Jin Kyeong-hoon e Min Hye-jin. 
Kyeong-hoon torna nell'ufficio distrutto e assiste a un'intervista di Jeong Jin-soo che si vede emotivamente compromesso e aggressivo contro l'intervistatrice dopo essere deluso nel vedere gli esseri umani ignorare ulteriormente la sua dottrina. Durante l'intervista, il predicatore è sicuro che il detective lo sta guardando, così sposta la telecamera rivelando la felpa della figlia. Questo fa arrabbiare Kyeong-hoon e lo va a cercare, prima in una residenza studentesca occupata dai sostenitori della Nuova Verità e poi a coordinate isolate. Le coordinate isolate portano al vecchio orfanotrofio di Jeong Jin-soo, dove il predicatore ha ricevuto la sentenza 20 anni fa. Spiega al detective che gli annunci da parte dell'entità strana avvengono senza una strana motivazione e che lui non ha mai commesso azioni da lui considerate peccaminose. Ha raccontato che si trattavano di condanne per i peccati per provare a portare pace nel mondo. Dopo 10 minuti di rivelazioni, Jeong Jin-soo viene ucciso dalle creature.
Ora che la sua identità è stata trapelata e pubblicamente umiliata dalla Punta di Freccia, Min Hye-jin vuole fuggire dalla Corea con la madre per raggiungere Vancouver. La madre preferisce restare a casa ma all'insistenza della figlia, accetta di seguirla. Min Hye-jin però è anche curiosa di prendere contatto con la Futura Chiesa e con il pastore Kim Jeong-chil. Mentre telefona al collega, lo cerca nell'ufficio che ormai è stato distrutto e lui la intima a lasciare il paese. La Punta di Freccia supera in forza e astuzia le forze di polizia e si scopre che il collega è stato brutalmente massacrato dagli estremisti religiosi. Nel parcheggio della stazione di polizia, la Punta di Freccia prende di mira anche la madre anziana, che dopo il pestaggio, viene definitivamente uccisa per un grave trauma cranico. Prima di darsi alla fuga, Min Hye-jin va a incontrare il pastore della Futura Chiesa Kim Jeong-chil, inizialmente gentile e disponibile. L'avvocata sa che il pastore disse di avere informazioni su Jeong Jin-soo e le fa ascoltare un audio risalente al 2004, dove si sente la voce del predicatore. L'audio contiene un discorso avvenuto tra Jin-soo e Jeong-chil. Finito l'audio, lei chiede una copia dell'audio ma Jeong-chil si rifiuta e cancella per sempre il file. Jeong-chil si rimuove la maschera amichevole e si scopre che ha incaricato la Punta di Freccia di uccidere Min Hye-jin. Anche lei diventa vittima degli estremisti religiosi.

## Episodio 4
- Titolo originale: Episode 4
- Diretto da: Yeon Sang-ho

Comincia la seconda metà della stagione, ambientata 4 anni dopo. Seoul è profondamente cambiata. La Nuova Verità ha un'enorme influenza sia sulla società che sui media e non si è mai dissociata dalla Punta di Freccia. L'appartamento di Park Jeong-ja è stato convertito a museo della signora e della Nuova Verità. Il gruppo religioso perseguita con la violenza chiunque si opponga alla sua dottrina e manipola le statistiche dei crimini nascondendo quelli commessi dalla Punta di Freccia. Kim Jeong-chil è diventato il nuovo leader di Nuova Verità.
L'episodio si apre con un annuncio pubblicitario della Nuova Verità, dove fanno propaganda sul vivere in maniera retta citando il predecessore Jeong Jin-soo e invitano le persone a smettere di tentare inutilmente di fuggire dal giudizio divino. L'emittente televisiva è stata obbligata a crearlo e Bae Young-jae, l'assistente di produzione dello spot, non ne può sapere più di farsi controllare dalla Nuova Verità. Accusa l'organizzazione di star sabotando la libertà di stampa e di soggiogare con l'intimidazione la popolazione di Seoul, ma è in quel momento che il collega Junwon gli urla addosso. Il capo da ordine a Young-jae di modificare lo spot. Telefona alla moglie per avvisarla che deve modificare lo spot e parla con il collega per chiedergli se tutto è apposto. Li trova uno strano biglietto da visita che recita "Prestiti veloci Sodo", il cui retro da delle indicazioni sulla zona di pesca di Yangpyeong. Junwon si presenta e gli dice che non può aiutarlo a modificare lo spot, perché impegnato con la moglie.
La moglie Song So-hyun, tutta felice per l'evento riprende un video della neonata per mandarlo al marito, ma è proprio in quel momento, che si vede il volto misterioso che condanna la figlia all'inferno. Morirà tra tre giorni alle 09:30 di sera. In paranoia, la madre cerca assiduamente informazioni nell'applicazione della Nuova Verità per cercare casi in cui bambini appena nati sono stati condannati all'inferno. Non trovando niente, comincia a sentirsi in colpa e teme di aver trasmesso dei peccati alla figlia.
Young-jae si reca nella zona di pesca chiedendosi il motivo della zona segnata dal collega, ma è qui che scopriamo che tempo fa Junwon è stato condannato all'inferno dalla voce misteriosa. Prima di morire però, supplica Young-jae di non rivelare di averlo visto, in quanto, se si venisse a sapere, la Punta di Freccia bersaglierebbe la sua famiglia. Dopo aver assistito alla scena della morte del suo amico, Young-jae viene drogato da delle persone misteriose e portato via. Viene anche rivelato che Min Hye-jin è ancora viva. All'ospedale, Young-jae parla con la moglie, terrorizzata e attanagliata dai sensi di colpa.

## Episodio 5
- Titolo originale: Episode 5
- Diretto da: Yeon Sang-ho

Nel quinto episodio, scopriamo la sede legale della Nuova Verità e che dentro vengono trasmesse tutte le dimostrazioni degli annunci che riesce a individuare. Dopo la trasmissione di una sentenza, la commissione della Nuova Verità si riunisce per vedere una registrazione del condannato di prima, che rivela l'esistenza dell'agenzia Sodo. In sostanza l'agenzia nasconde i condannati dagli occhi della Nuova Verità e impedisce che le famiglie delle persone condannate vengano stigmatizzate. L'agenzia rivela a Young-jae che la Nuova Verità sta mentendo e che gli annunci sono un semplice fenomeno soprannaturale, che Jeong Jin-soo e la Nuova Verità hanno spacciato per punizione divina, monopolizzando tutta per loro l'interpretazione dell'evento. Young-jae si fida, mostra il video dell'annuncio su sua figlia e chiede aiuto all'agenzia.
Infuriato per l'esistenza di questa organizzazione, il presidente Jeong-chil incarica il diacono Yoo-ji di trovare e fermare l'organizzazione Sodo dando il permesso di compiere azioni illegali, in quanto il predicatore si sente limitato dalla legge. Il diacono Yoo-ji chiede inoltre il supporto della Punta di Freccia. La prima vittima dei diaconi, è il membro di Sodo Kim Geun-bae, che riceve a casa sua alcuni sgherri della Punta di Freccia che brutalizzano lui e sua moglie.
Min Hye-jin e Gong Hyeong-joon spiegano a Young-jae quello in cui crede la Nuova Verità e di come manipolano l'opinione pubblica escludendo alcuni peccati e includendone altri, inventando nuove dritte quando si tratta di una novità. Sodo ora però vuole trasmettere la dimostrazione della figlia. L'improvviso cambio dei piani, fa cambiare subito idea a Young-jae che si delude e paragona Sodo alla Nuova Verità. Per convincerlo, Hye-jin gli dirà che farà come sempre, ma usando un tono come per fargli capire che se non accetta, l'opinione pubblica resterà per sempre schiava della propaganda della Nuova Verità. Hyeong-joon racconta la sua esperienza e che anni fa ha visto sua figlia ricevere l'annuncio 30 secondi prima, evento che vuole considerare un semplice incidente. Separati, Hyeong-joon viene attaccato e rapito dalla Punta di Freccia mentre si trovava in strada. Portato in un luogo isolato, lui e Kim Geun-bae, vengono ambedue bruciati vivi e i corpi carbonizzati vengono mostrati all'Università Hankuk. Dopo una rocambolesca e violenta fuga, Min Hye-jin fugge sia dalla Punta di Freccia che dalla Nuova Verità. La moglie di Young-jae decide di mostrare il video alla Nuova Verità.

## Episodio 6
- Titolo originale: Episode 6
- Diretto da: Yeon Sang-ho

So-hyun si presenta dal diacono Yoo-ji consegnandoli il video della sentenza della figlia. Vedendo il video, la commissione della Nuova Verità decide di rapire la figlia. Grazie all'aiuto del marito, di Sodo e di un ragazzo incaricato di distrarre i diaconi, la Nuova Verità fallisce nella missione e Sodo fugge.
A fuga riuscita, il gruppo Sodo si reca da Lee Dong-wook, l'eccentrico streamer che trasmetteva su TeenTokTV. Lee Dong-wook ricevette la sentenza tre anni orsono, ma sapendo che persino una neonata ha ricevuto la sentenza si sente più tranquillo e sicuro di non aver commesso nessun peccato. Dong-wook aiuta il gruppo Sodo a fare una diretta streaming che ha l'obiettivo di attaccare la credibilità della Nuova Verità. Mentre la commissione assiste alla live, uno di loro si chiede se è l'ora di applicare il peccato originale, ma un altro è in disaccordo poiché uscirsene con questa spiegazione gli renderebbe troppo simili a una branca cristiana.
Tuttavia, mentre Min Hye-jin parla alla telecamera dice che la bambina morirà il giorno dopo, alle 21:30. Caso ha voluto, che la condanna di Dong-wook avverrà 5 minuti dopo quella della bambina. Questa scoperta manda Dong-wook nel panico. Panico che spingerà lo streamer a telefonare alla Nuova Verità prima per dire loro che ha ricevuto l'annuncio nonostante non ha mai commesso un peccato secondo la loro dottrina, poi chiede una spiegazione del brevissimo intervallo di minuti tra lui e la figlia di Young-jae. La commissione della Nuova Verità lo inganna chiamandolo "messia", fornendogli la falsa spiegazione che Dio ha commesso un errore nel condannare una bambina e che 5 minuti dopo, vorrà usare lui come strumento per correggere il suo errore. Dong-wook accetta la spiegazione a braccia aperte, ma alla domanda di dove si trova, si sente offeso e si limita a lasciargli un indizio.
Irrimediabilmente manipolato dalla Nuova Verità, Lee Dong-wook tenta di assassinare l'intero gruppo Sodo perché vede ancora troppi schemi su un evento che non sa essere in realtà casuale, ma prima della sua dimostrazione, intende nascondere il corpo della bambina per confondere ancora di più le persone. Fortunatamente, i suoi tentati omicidi falliscono e viene ucciso dalle creature misteriose. La Nuova Verità arriva nel luogo ma fallisce nuovamente nel rapire la bambina e il diacono Yoo-ji viene arrestato per aver aggredito brutalmente una persona del complesso abitativo che ha detto la verità sul gruppo religioso. I genitori si sacrificano e muoiono al posto della figlia carbonizzati dalle creature. Min Hye-jin porta al sicuro la bambina, venendo scortata da un taxi con un affidabile conducente.
Park Jeong-ja resuscita e si risveglia nella sua vecchia casa.